# ربوتچه
ربوتچه (به لهستانی:  Rybotycze) یک روستا در لهستان است که در گمینا فردروپول واقع شده‌است. ربوتچه ۴۴۰ نفر جمعیت دارد.